# Cetologie
Cetologia (din grecescul κῆτος, kētos, „balenă”, și -λογία, -logia, „știință”) este ramura zoologiei care se ocupă cu studiul celor aproximativ 80 de specii de balene, delfini și marsuini din ordinul Cetaceelor. 
Cetologii, oamenii de știință care practică cetologia, încearcă să înțeleagă și să explice evoluția, răspândirea, morfologia, comportamentul și dinamica cetaceelor.